# Sidarauka (przystanek kolejowy)
Sidarauka (biał. Сідараўка, ros. Сидоровка) – przystanek kolejowy w pobliżu miejscowości Sidarauka, w rejonie orszańskim, w obwodzie witebskim, na Białorusi. Położony jest na linii Orsza - Krzyczew - Uniecza.